# Marc Habscheid
Marc Joseph Habscheid (ur. 1 marca 1963 w Swift Current w prowincji Saskatchewan w Kanadzie) – kanadyjski zawodowy hokeista na lodzie. Trener hokejowy.

## Kariera zawodnicza
- Saskatoon Blades (1978-1982)
- Edmonton Oilers (1982-1984)
- Kamloops Junior Oilers (1982)
- Moncton Alpines (1983-1984)
- Nova Scotia Oilers (1984-1985)
- Springfield Indians (1985-1986)
- Minnesota North Stars (1986-1989)
- Detroit Red Wings (1989-1991)
- Calgary Flames (1991-1992)
- SC Bern (1992-1993)
- Las Vegas Thunder (1993-1995)
- EV Zug (1994)
- Augsburger Panther (1995-1996)

W latach 1981–1992 występował w lidze NHL na pozycji centra. Wybrany z numerem (113) w szóstej rundzie draftu NHL w 1981 roku przez Edmonton Oilers. Oprócz drużyny z Edmonton, grał także w Minnesota North Stars, Detroit Red Wings oraz Calgary Flames. W sezonach zasadniczych NHL rozegrał łącznie 345 spotkań. Zdobył 72 bramki, a przy 91 asystował.
W 1982 roku zdobył wraz z drużyną narodową Kanady złoty medal na młodzieżowych Mistrzostwach Świata w hokeju na lodzie. W seniorskiej reprezentacji Kanady występował podczas zimowych Igrzysk Olimpijskich w 1988 oraz podczas Mistrzostw Świata w 1992.

## Statystyki - sezony zasadnicze w NHL
| Sezon        | Drużyna               | Liczba meczów | Gole | Asysty | Punkty | Kary w min. |
| ------------ | --------------------- | ------------- | ---- | ------ | ------ | ----------- |
| 1981–1982    | Edmonton Oilers       | 7             | 1    | 3      | 4      | 2           |
| 1982–1983    | Edmonton Oilers       | 32            | 3    | 10     | 13     | 14          |
| 1983–1984    | Edmonton Oilers       | 9             | 1    | 0      | 1      | 6           |
| 1984–1985    | Edmonton Oilers       | 26            | 5    | 3      | 8      | 4           |
| 1985–1986    | Minnesota North Stars | 6             | 2    | 3      | 5      | 0           |
| 1986–1987    | Minnesota North Stars | 15            | 2    | 0      | 2      | 2           |
| 1987–1988    | Minnesota North Stars | 16            | 4    | 11     | 15     | 6           |
| 1988–1989    | Minnesota North Stars | 76            | 23   | 31     | 54     | 40          |
| 1989–1990    | Detroit Red Wings     | 66            | 15   | 11     | 26     | 33          |
| 1990–1991    | Detroit Red Wings     | 46            | 9    | 8      | 17     | 22          |
| 1991–1992    | Calgary Flames        | 46            | 7    | 11     | 18     | 42          |
| Podsumowanie |                       | 345           | 72   | 91     | 163    | 171         |

## Kariera trenerska
- Melfort Mustangs (1996-1997)
- Kamloops Blazers (1997-1999)
- Kelowna Rockets (1999-2004)
- Reprezentacja Kanady (2004-2006)
- Boston Bruins (2006-2007), asystent
- Chilliwack Bruins (2009-2011)
- Victoria Royals (2011-2012)
- Prince Albert Raiders (2014-2022)
- Pioneers Vorarlberg (2022-)

Sukcesy trenerskie
- Dunc McCallum Memorial Trophy: 2003